# 氷見うどん
氷見うどん（ひみうどん）は、富山県氷見市周辺の郷土料理である。

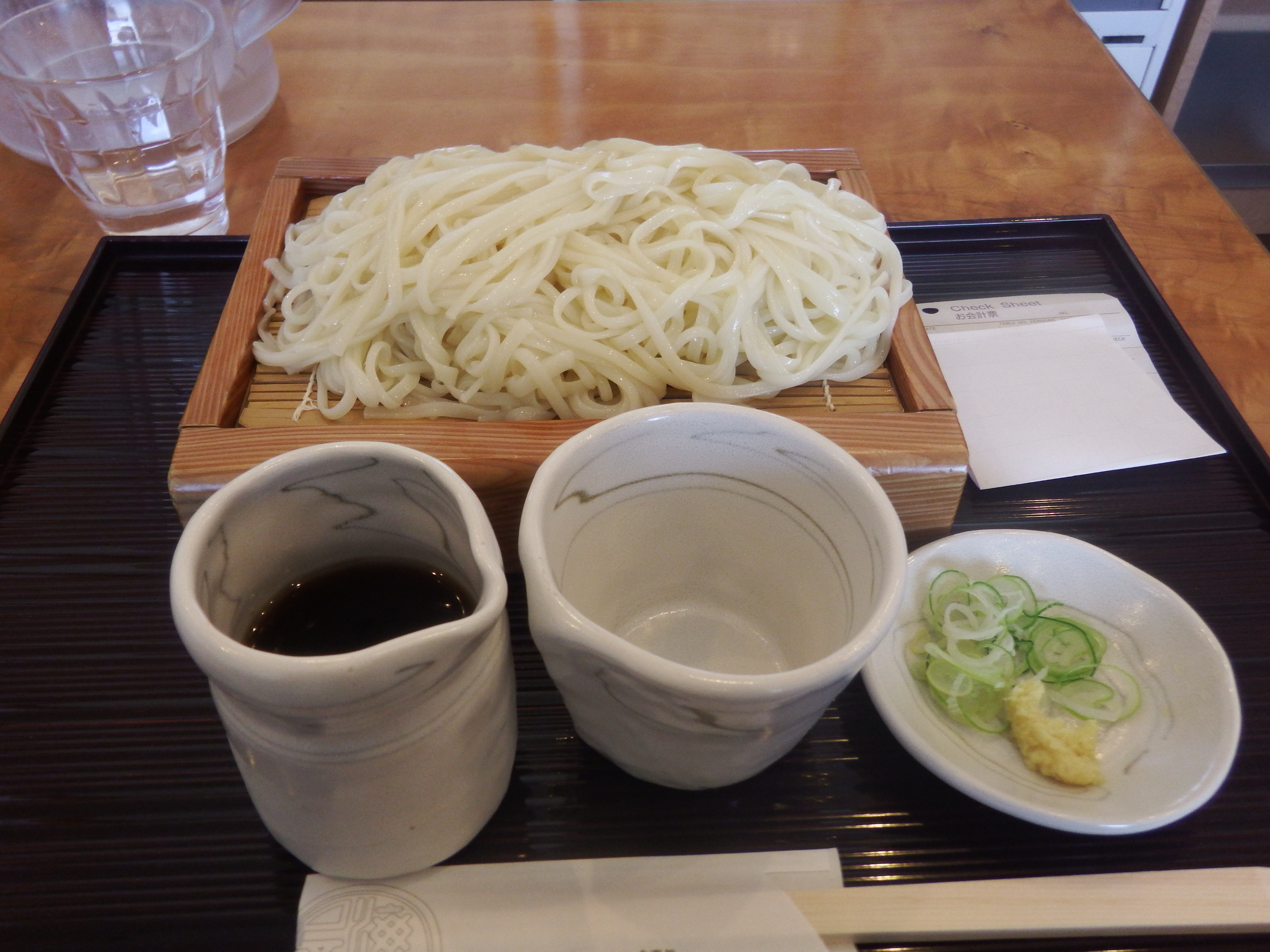
氷見うどんの一例。

## 概要
作り方は稲庭うどんと同じで竹によりながらかける手縫いで、油を塗らない。ルーツは輪島のそうめんで、1751年（宝暦元年）に高岡屋が輪島から技法を取り入れて作り始めたとされる。元々は「糸うどん」との名称で、他の手延べうどんとは異なり、最後まで手で撚りをかける特徴があり、高岡屋においては「一糸伝承」の名で現在も販売されている。このうどんは加賀藩御用達の御用うどんであり、商品名の通り製法は家伝のものであった。なお、かつて高岡屋では「手打」の表記を採用していたが、これは周辺に類似する製法がなく、市販のような機械製麺ではないとの意味であり、切って麺にしているわけではない。
現在「氷見うどん」と呼ばれるうどんには、こうした伝統的なものと、手延べによるものの2種類があり、高岡屋では両者が販売されている。一般的な手延べうどんの場合、麺が折れにくいようあえてコシを出さない場合が多いが、氷見うどんは両者ともに生地に対して力を加え練り上げるため、手延べの滑らかさと手打ちのコシを共に具有している特徴がある。食感もつきたての餅のような風味とのどごしの良さが特徴である。
前述の通り、発祥は高岡屋によるものであるが、当時登録がされなかったため商標としては1975年に創業した海津屋の関連会社が保有している。そのため、高岡屋が岡山県で製造したうどんを「氷見うどん」の名で発売していた際には不正競争防止法に基づき海津屋が訴訟を起こし、賠償金を伴って勝訴している。
　

## 製麺工程
以下は、手延べの氷見うどんの製法である。
まず、小麦に塩水を加え練り上げる。このとき、塩及び水の割合は天候等の影響を考慮し、職人の手によって調節される。この生地を熟成させたのち、足踏み・熟成を繰り返すことで麺に粘りや弾力性を生じさせることができる。そして、円盤状に広げた生地に渦巻き状に包丁を入れ、一本の帯の形としたのち、太目こなし・細目こなしという手延べ工程で麺を細く長くしていく。こうしてのばした麺を、2本の棒に八の字にかけ、カケバ、コビキ、ハタ掛けといった作業を経て更に延ばし、くっつかないよう箸入れをしながら乾燥させることで氷見うどんとなる。
製麺所である海津屋には、店頭に製造工程を示した井波彫刻の人形が並んでいる。

## ゲームへの登場
ガンホー・オンライン・エンターテイメント社のスマートフォン用ゲーム、パズル&ドラゴンズにおいて、2013年9月22日・23日にかけて行われた氷見市に隣接する高岡市とのコラボレーション企画の際、氷見うどんをモチーフとしたキャラクターが登場している。この企画は、同社のプロデューサーである山本大介が高岡市出身であることにちなんだものであり、本人曰く、「讃岐、稲庭に続くメジャーなうどんにした」いとの思いから登場したものである。
この「氷見うどん」は、2015年5月に開催された「ガンフェス・イオンモール高岡」に際し、特別なキャラクターのみに設定されている究極進化が解放された。